# Albizia mahalao
Albizia mahalao är en ärtväxtart som beskrevs av René Paul Raymond Capuron. Albizia mahalao ingår i släktet Albizia och familjen ärtväxter. Inga underarter finns listade i Catalogue of Life.